# Troleicamião

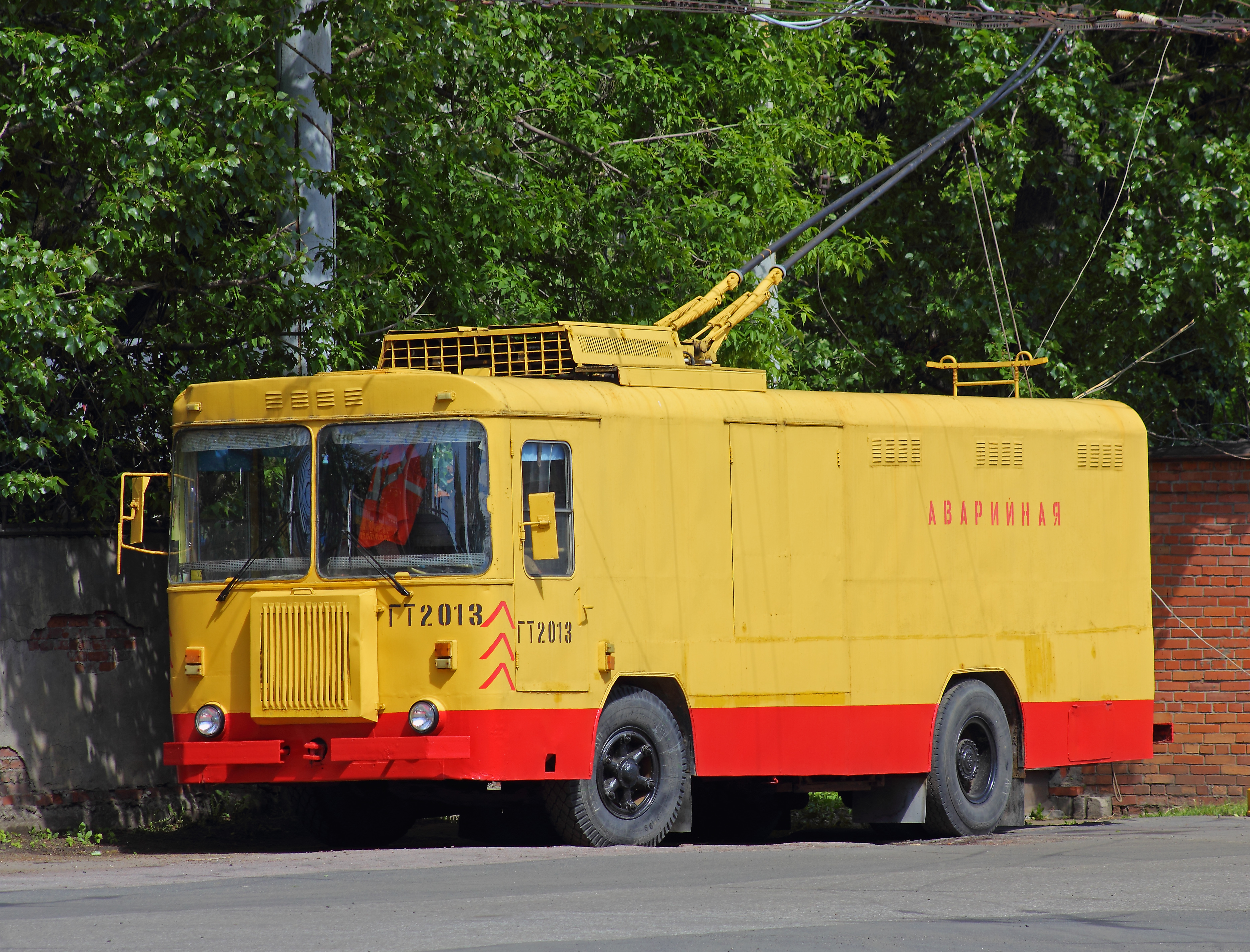
Troleicamião KTG-1 em São Petersburgo, Rússia.

Um troleicamião ou troleicaminhão (trólei de carga, trólei camião ou trólei caminhão) é um veículo semelhante a um troleicarro usado para transportar carga em vez de passageiros.
Um troleicamião é geralmente um tipo de camião elétrico movido por duas catenárias, das quais extrai eletricidade por meio de duas varas de trólei. São necessários dois coletores de corrente para fornecer e retornar a corrente, pois a corrente de retorno não pode passar para o solo (como é feito pelos elétricos sobre carris) já que os troleicamiões utilizam pneus que são isolantes. Camiões de menor potência, como os que podem ser vistos nas ruas de uma cidade, tendem a usar varas de trólei para a coleta de corrente. Camiões de maior potência, como os usados em grandes projetos de construção ou mineração, podem exceder a capacidade de potência das varas de trólei e terem que usar pantógrafos.
Os troleicamiões têm sido usados em vários lugares do mundo e ainda são usados em cidades da Rússia e da Ucrânia, bem como em minas na América do Norte e em África. Como obtêm eletricidade da rede elétrica, os troleicamiões podem utilizar fontes de energia renováveis – sistemas modernos de troleicamiões estão em teste na Suécia e na Alemanha ao longo de autoestradas que utilizam híbridos diesel-elétricos para reduzirem as emissões.

## Uso pelo mundo

### África do Sul
Os troleicamiões foram introduzidos na mina de cobre de Palabora, na África do Sul, em 1980.
A Corporação Industrial de Ferro e Aço da África do Sul (ISCOR) instalou uma linha de assistência elétrica de trólei, de 7.7 quilómetros, para camiões elétricos a diesel de 154 toneladas, na sua mina Shishen em março de 1982. Posteriormente, a empresa também instalou um sistema de assistência elétrica de trólei na sua mina de carvão de Grootegeluk em Lephalale, na África do Sul. A ISCOR (agora conhecida como Mittal Steel South Africa) é a maior utilizadora de sistemas de troleicamiões elétricos assistidos no mundo.

### Alemanha

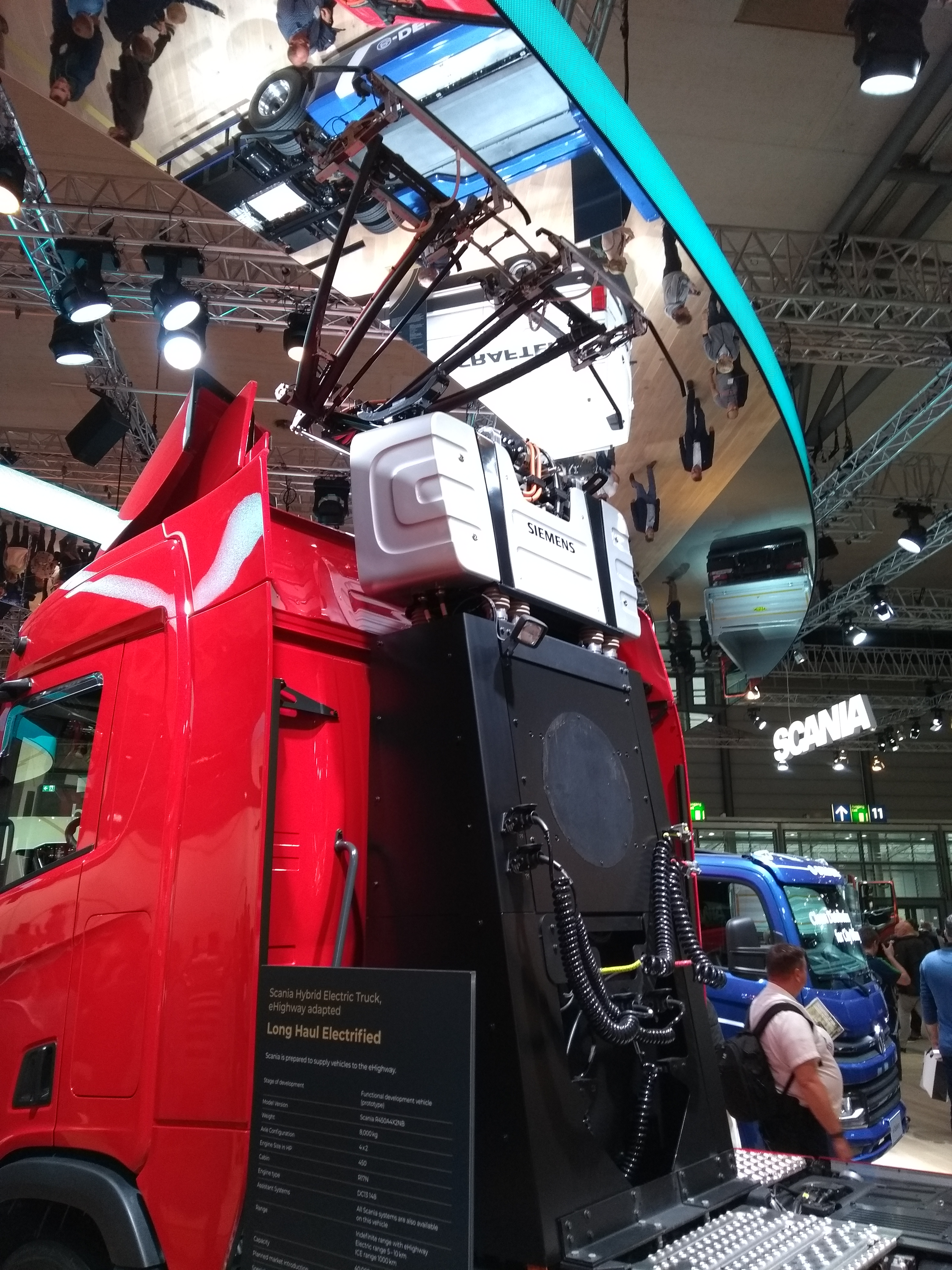
Um troleicamião Scania série R em exposição num salão automóvel na Alemanha. É visível o pantógrafo duplo visto na parte traseira da cabine do motorista.

O Ministério Federal Alemão do Meio Ambiente está a construir uma rede de catenárias ao longo da autobahn para híbridos diesel-elétricos, permitindo que os camiões se desloquem com energia elétrica. Um pequeno trecho de teste foi construído numa base militar em Brandemburgo, com rotas mais longas em Hesse e Schleswig-Holstein planeadas para 2018.

### Áustria
Os troleicamiões foram usados em St. Lambrecht, Áustria, pela fábrica de dinamite da Nobel Industries, de 16 de novembro de 1945 a 21 de abril de 1951. Os troleicamiões foram usados para transportar dinamite sobre os Alpes logo após a Segunda Guerra Mundial devido à escassez de material que por um tempo impediu o uso de camiões a diesel. Na década de 1950, a escassez de materiais foi amenizada, de modo que os troleicamiões foram substituídos por camiões a diesel e as antigas linhas elétricas foram desmontadas. Alguns camiões da linha abandonada foram reconvertidos em troleicarros e usados ao longo das ruas de Kapfenberg.

### Bulgária
Um troleicamião construído na Ucrânia começou a operar em Pleven, na Bulgária, em 1987, mas esse camião pode já não estar mais ao serviço, pois está armazenado no armazém de troleicarros.

### Canadá
A Québec Cartier Mining Company usou troleicamiões na sua mina de minério de ferro no Quebec de 1970 a 1977, quando o depósito de minério de ferro se esgotou e a mina foi fechada. A fonte de alimentação desta mina remota era uma central elétrica de 1.800 cavalos (1.340 KW) retirada de uma locomotiva a diesel.
Ao ano de 2022, a Copper Mountain Mining Corporation a operar em Copper Mountain, Colúmbia Britânica, está a converter os seus camiões de transporte diesel-elétricos em tróleis auxiliares para a subida para fora do poço, com a energia sendo fornecida pelo fornecimento de transmissão existente da mina da BC Hydro.[carece de fontes?]

### Estados Unidos
Os troleicamiões têm sido usados em operações de mineração e em projetos de manutenção de estradas nos Estados Unidos.

#### Califórnia
De 1956 a 1971, a Riverside Cement Company em Bloomington, Califórnia, operou camiões basculantes Kenworth de 30 toneladas curtas (27t) convertidos para uso como troleicamiões na pedreira Crestmore, perto de Riverside, Califórnia. Os camiões foram equipados com “cabos de extensão” para uso de energia elétrica próximo à escavadora na mina. Os longos cabos de extensão armazenados em carretéis motorizados a bordo dos troleicamiões ofereciam-lhes maior mobilidade logo no ponto de carga.[carece de fontes?]
Em 2014, a Siemens anunciou o início iminente de uma fase de demonstração de um sistema eHighway na área servida pelo Porto de Los Angeles e pelo Porto de Long Beach. O anúncio afirmou que a eHighway seria um trecho de estrada de duas faixas de uma milha (1,6 quilómetros) nas secções norte e sul da Alameda Street, perto de onde ela se cruza com a Sepulveda Boulevard em Carson, Califórnia. Os camiões possuem uma segunda fonte de energia (diesel, gás natural comprimido (GNC) ou bateria) para que possam escapar dos fios, por exemplo, para ultrapassar um veículo parado ou quando não estiverem a usar a rodovia elétrica. Eles são construídos pela Mack Trucks em cooperação com Siemens. A fase de demonstração está prevista para durar um ano. O anúncio inicial previa que os testes começariam em 2015; no entanto, o sistema não começou a ser usado até 2017.

#### Michigan
De 1939 a 1964, a mina da International Salt Company em River Rouge, Michigan, usou troleicamiões que eram modelos Euclid de 20 toneladas curtas (18t) convertidos. Esta era uma mina de sal subterrânea. Foram usadas baterias para alimentar os camiões quando eles se afastavam das catenárias. Para uso dentro de uma mina, as catenárias podem ocasionalmente ser realocadas à medida que a atividade de escavação progride. Portanto, os troleicamiões usados nas minas não têm necessariamente uma rota de viagem tão fixa quanto as rotas dos troleicarros usados nas cidades.[carece de fontes?]

#### Nevada
A mina Goldstrike da Barrick, no Nevada, usou troleicamiões de 1994 a 2001, quando o sistema de tróleis foi desativado devido a uma grande reconfiguração da mina. O sistema era semelhante ao utilizado na mina de cobre Palabora, na África do Sul.[carece de fontes?]

#### Novo México
A mina El Chino, perto de Santa Rita, Novo México, instalou troleicamiões em 1967. Os camiões estão equipados com motores a diesel e a força do trólei é usada para auxiliá-los na subida e descida da rampa que leva à mina. Este tipo de arranjo de potência dupla é conhecido como sistema de assistência de trólei.

### Itália
Os troleicamiões foram usados pela concessionária de energia elétrica AEM de Milão, Itália, para fornecer materiais de construção e serviços para a Barragem de San Giacomo (construída entre 1940 e 1950) e a segunda Barragem de Cancano (construída entre 1952 e 1956). As duas linhas de troleicamiões no vale de Valtellina que ajudaram a construir e abastecer as barragens ao longo do rio Spöl foram usadas de 1938 a 1962.

### Namíbia
A mina de urânio de Rössing, na Namíbia, instalou um sistema de assistência a tróleis por volta de 1986. Os camiões basculantes Komatsu 730E com direção diesel-elétrico foram convertidos naquela época para usar tróleis auxiliares para subir da mina até ao britador. A frota contava com mais de 10 veículos em 2001.

### Suécia
A primeira autoestrada pública eletrificada foi inaugurada na Suécia em 22 de junho de 2016, num troço da rota europeia E16, perto de Gävle, permitindo que camiões Scania híbridos e elétricos a bateria circulassem a partir de catenárias.

### Suíça
Os troleicamiões foram usados em Gümmenen e Mühleberg, Suíça, entre 1918 e 1922, durante a construção da barragem que retém o Lago Wohlen. Os camiões foram construídos pela Tribelhorn, e utilizavam o sistema Stoll de coleta de corrente.[carece de fontes?]

### União Soviética, Rússia, Ucrânia
Muitas cidades da União Soviética operaram troleicamiões. O modelo de camião MAZ-525 foi convertido num projeto de troleicamião em 1954 em Carcóvia, Ucrânia. A experiência de Carcóvia com troleicamiões foi interrompida devido a desvantagens.[carece de fontes?]

Hoje em dia os troleicamiões operam em diversas cidades da Ucrânia como Donetsk e Sebastopol bem como em cidades da Rússia como Bryansk e São Petersburgo. Um tipo, o KTG-1, é feito para manutenção e reparação de veículos troleicarros urbanos; enquanto outro, o KTG-2, é utilizado para transporte de mercadorias.[carece de fontes?]

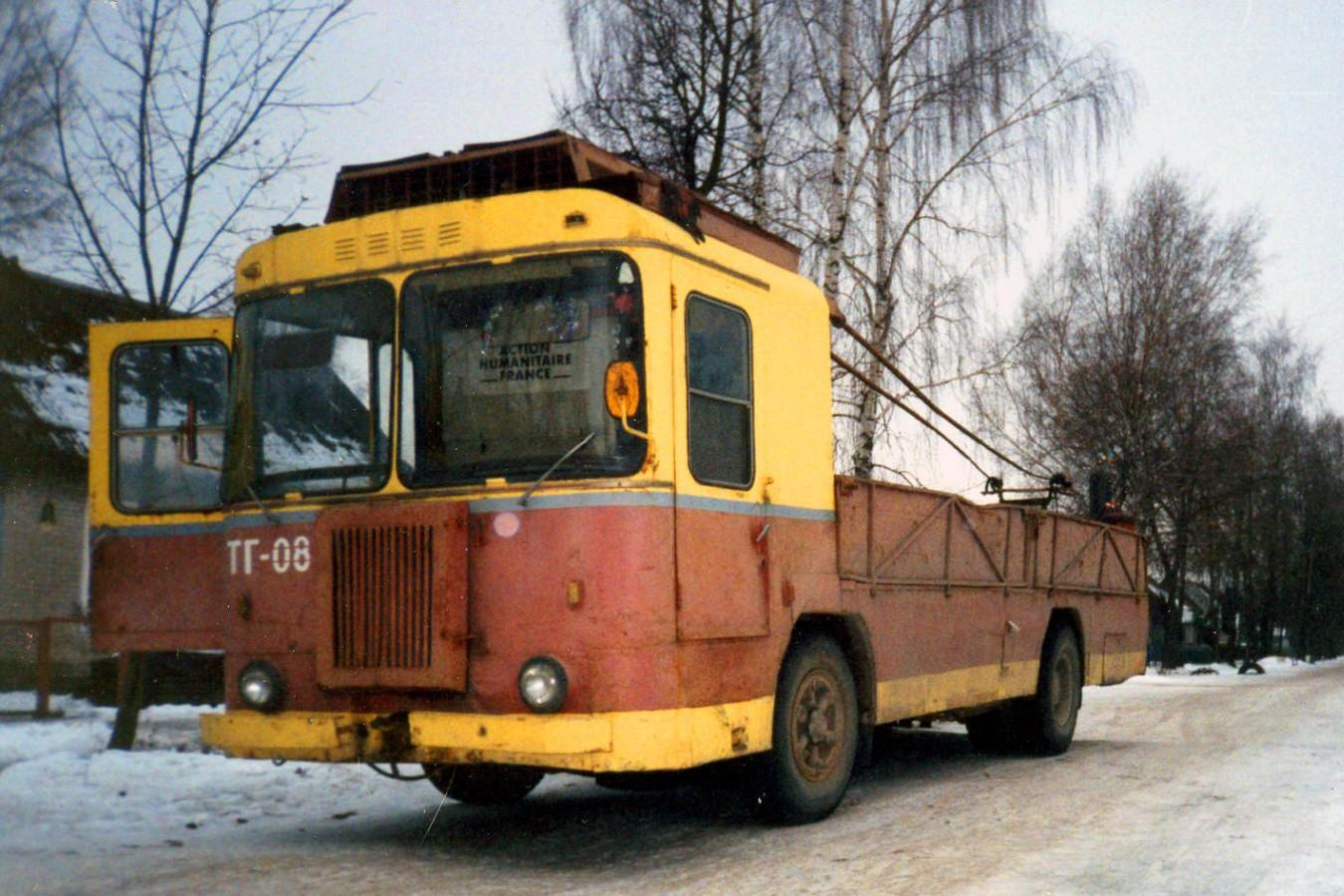
TG-08 em Briansk,Rússia, em 2005.
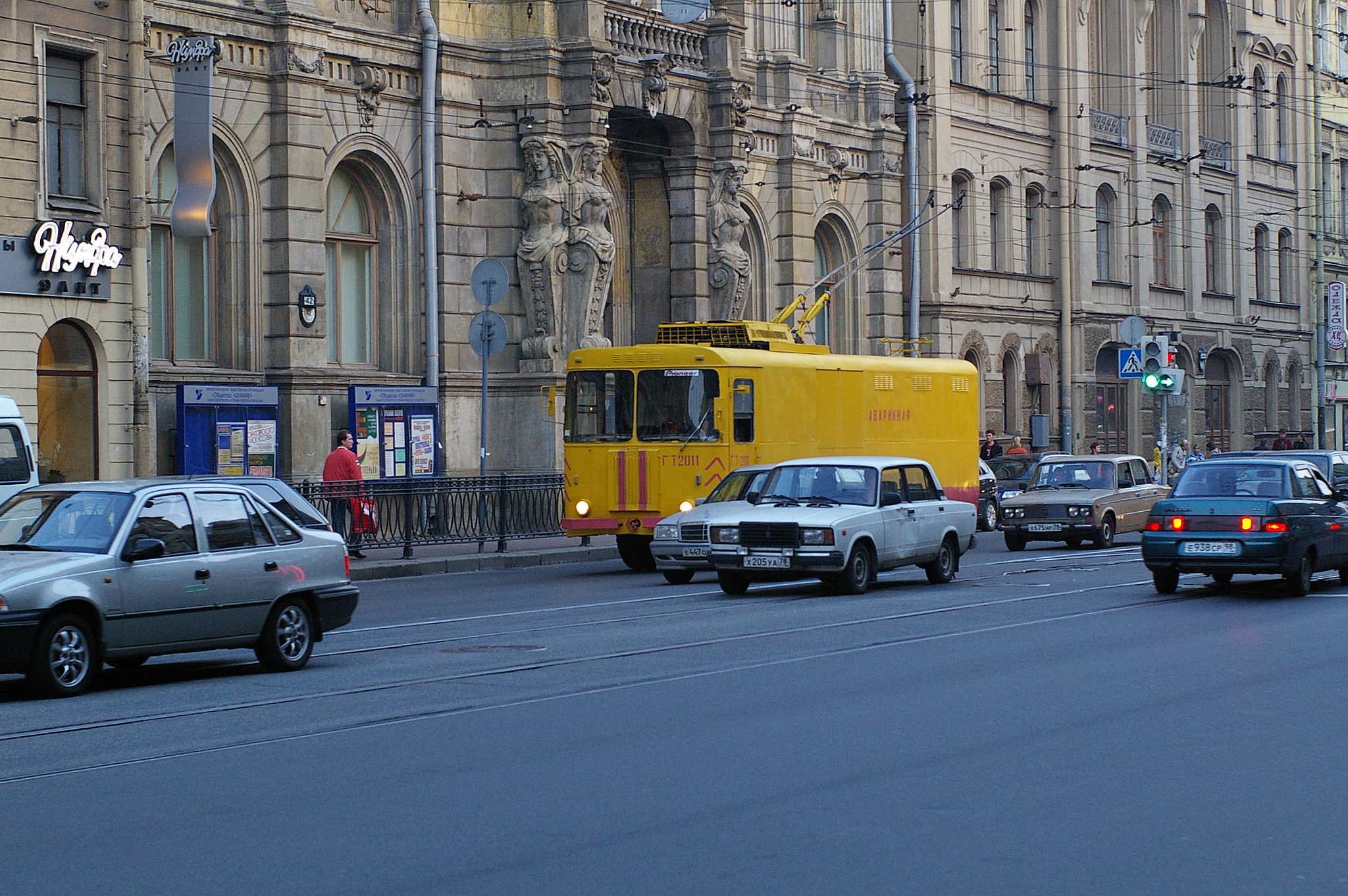
Troleicamião KTG-1, em São Petersburgo, Rússia, em 2006.
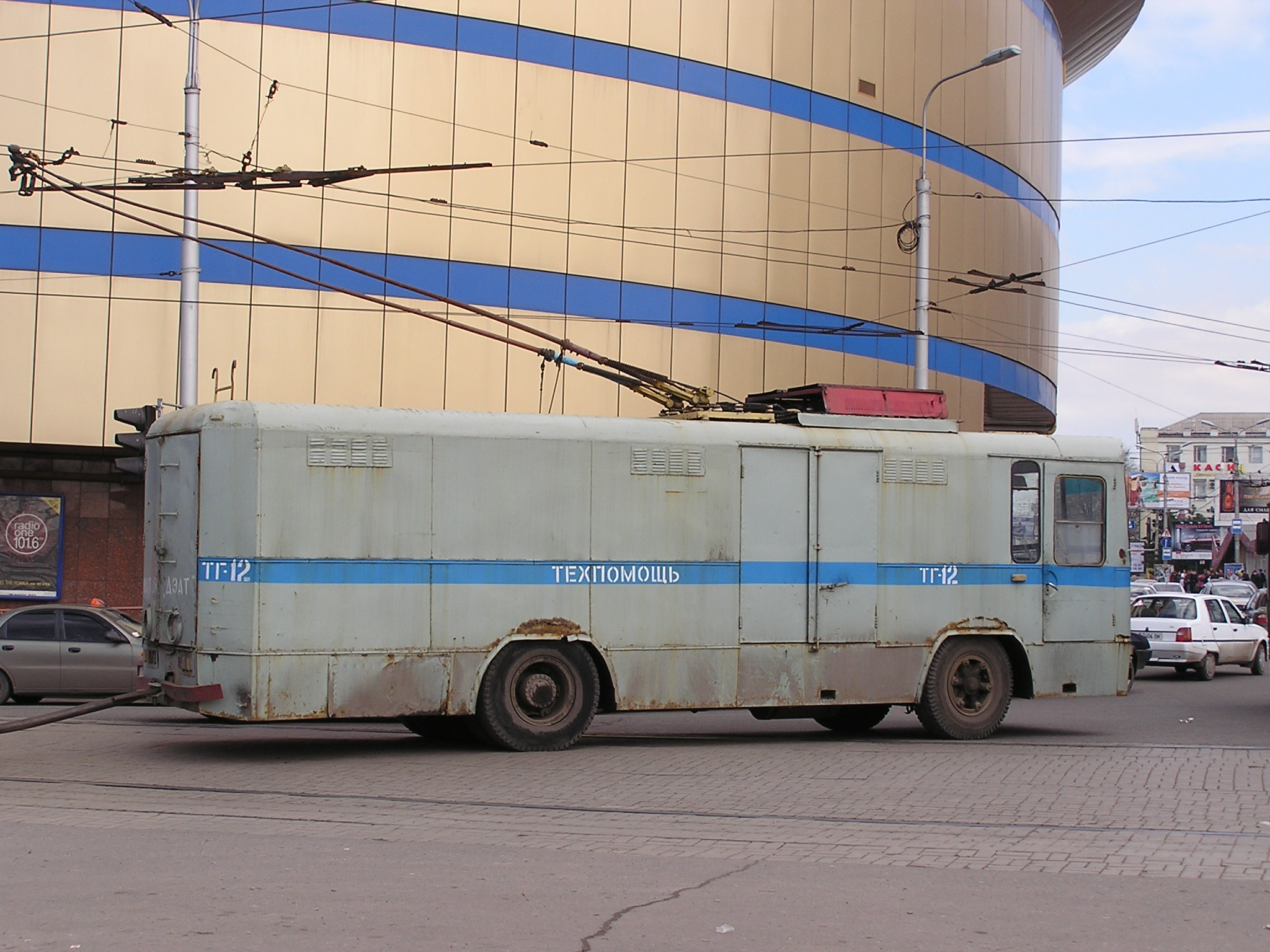
Troleicamião TG-12 em Donetsk, Ucrânia, em 2008.
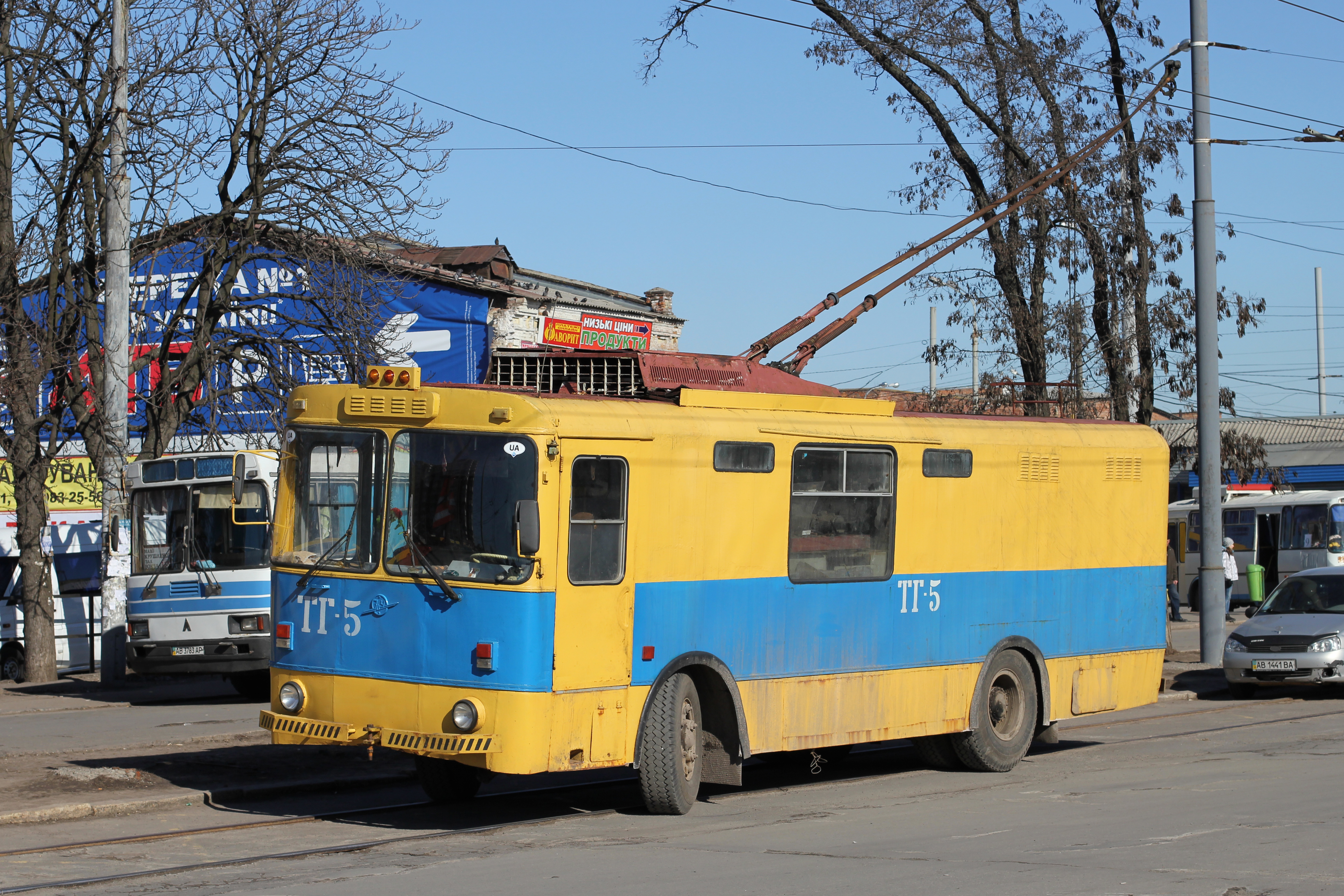
Troleicamião TG-05 em Vinítsia, Ucrânia, em 2013.

### Zâmbia
Os troleicamiões foram usados nas mina de Nchanga da Zambia Consolidated Copper Mines, na Zâmbia, de 1983 até ao final da década de 1980.  A hidroeletricidade barata é gerada na Central Elétrica de Kariba ao longo do rio Zambeze e distribuída por todo o "cinturão de cobre" da Zâmbia. A entrega atual de camiões a diesel assistidos por trólei (110 toneladas) foi feita através de barras elétricas personalizadas e de grandes sapatas de coleta de corrente montadas em grandes coletores semelhantes a varas de trólei.[carece de fontes?]